# Richard Martin (Politiker)
Richard Martin (* 14. April 1876 in Witten; † 19. Dezember 1951 ebenda) war ein deutscher Politiker (DNVP).

## Leben
Richard Martin wurde als Sohn eines Schneiders geboren. Nach dem Volksschulabschluss in Witten erlernte er ab 1890 das Schneiderhandwerk und arbeitete anschließend bis 1907 im väterlichen Geschäft. Daneben besuchte er die Fortbildungsschule in Witten und belegte volkswirtschaftliche Ausbildungskurse in Frankfurt am Main und Köln (1905) sowie in Hannover (1907). Im September 1907 übernahm er die Geschäftsführung des Evangelischen Volksbüros in Hagen. Außerdem war er seit Dezember 1907 Generalsekretär des Rheinisch-Westfälischen Verbandes evangelischer Arbeitervereine. Daneben wirkte er als Redakteur für den Evangelischen Arbeiterboten und leistete Mitarbeit an diversen Zeitschriften. Martin betätigte sich in der evangelischen Kirche und war Presbyter der evangelischen Kirchengemeinde Witten, Mitglied der Westfälischen Provinzialsynode, Mitglied der Generalsynode, Mitglied des Deutsch-Evangelischen Kirchentages und stellvertretendes Mitglied des Kirchenausschusses. Seit 1913 war er Mitglied der Kinematographenkommission des Provinziallandtages. 
Nach der Novemberrevolution trat Martin in die DNVP ein. Er wurde zum Vorsitzenden der DNVP Groß-Witten gewählt und war gleichzeitig Vorsitzender des deutschnationalen Arbeiterbundes für Westfalen-Süd. Von 1919 bis 1921 war er Mitglied der Verfassunggebenden Preußischen Landesversammlung. Im Anschluss wurde er als Abgeordneter in den Preußischen Landtag gewählt, dem er bis 1933 angehörte.
1948 und abermals 1949 wurde er zum stellvertretenden Vorsitzenden der DRP Westfalen gewählt. Für diese Partei kandidierte er 1949 vergeblich für den Deutschen Bundestag.